# القصر (تونس)

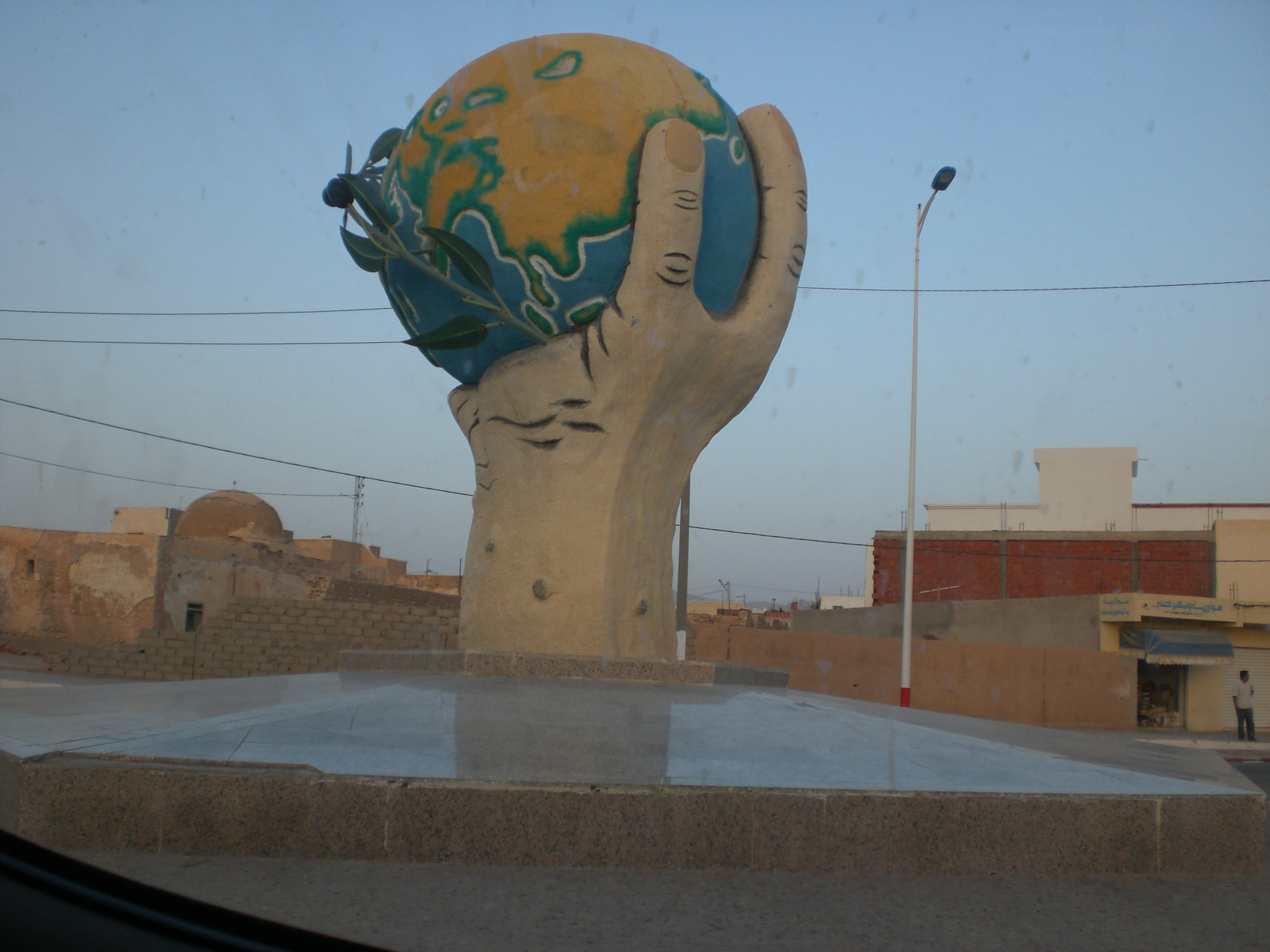
ساحة الارض بوسط قصر قفصة

القصر أو قصر قفصة هي إحدى مدن الجمهورية التونسية، تقع في ولاية قفصة، محاذية لمركز الولاية. عدد السكان 29617

## أعلام المدينة
- عبد الحميد الزاهي، سقراط  شاعر وأديب وكاتب مسرحي.
- سليم دولة، كاتب حر وفيلسوف و شاعر.

## مواضيع ذات علاقة
- ولاية قفصة.
- قفصة.

### وصلات خارجية
- الموقع الرسمي لمدينة القصر.